# الفقر في الصين
في الصين اليوم، يشير الفقر بشكل أساسي إلى فقراء الريف. أدت عقود من التنمية الاقتصادية إلى الحد من الفقر المدقع في المناطق الحضرية. وفقًا للبنك الدولي، تم انتشال أكثر من 850 مليون صيني من الفقر المدقع؛ انخفض معدل الفقر في الصين من 88 بالمائة في عام 1981 إلى 0.7 بالمائة في عام 2015، مقاسًا بنسبة الأشخاص الذين يعيشون على ما يعادل 1.90 دولارًا أمريكيًا أو أقل يوميًا في عام 2011 من حيث تعادل سعر الشراء، والذي لا يزال قائمًا في 2022.

نسبة السكان الذين يعيشون في فقر مدقع مع مرور الوقت

التعريف الصيني للفقر المدقع أكثر صرامة من تعريف البنك الدولي: كسب أقل من 2.30 دولار في اليوم عند تعادل القوة الشرائية (PPP). منذ بداية الإصلاحات الاقتصادية بعيدة المدى في أواخر السبعينيات، أدى النمو إلى زيادة كبيرة في نصيب الفرد من الدخل مما أدى إلى انتشال الناس من الفقر المدقع. لقد تضاعف نصيب الفرد في الدخل في الصين خمسة أضعاف أثناء الفترة من عام 1990 إلى عام 2000، من 200 دولار إلى 1000 دولار. وفي الفترة من عام 2000 إلى عام 2010، ارتفع نصيب الفرد في الدخل أيضا بنفس المعدل، من 1000 دولار إلى 5000 دولار، الأمر الذي دفع الصين إلى مصناف الدول متوسطة الدخل.